# Laura Spelman Rockefeller
Laura Celestia Spelman Rockefeller (ur. 9 września 1839, zm. 12 marca 1915) - nazywana Cettie, prowadziła działalność filantropijną, była żoną założyciela Standard Oil Company Johna D. Rockefellera.

## Życiorys
Laura urodziła się Wadsworth w Ohio w 1839 roku w rodzinie Harveya Buel Spelmana i Lucy Spelman Henry, którzy przeprowadzili się do Ohio z Massachusetts. Jej ojciec był abolicjonistą i działał w polityce oraz w Kościele Kongregacyjnym. Później Spelmanowie przeprowadzili się do Cleveland, gdzie Laura uczęszczała do szkoły. Tutaj też poznała swego przyszłego męża Johna Rockefellera. Po ukończeniu szkoły w tym mieście Cettie wyjechała do szkoły znajdującej się w Nowej Anglii, aby przygotowywać się do roli nauczycielki.

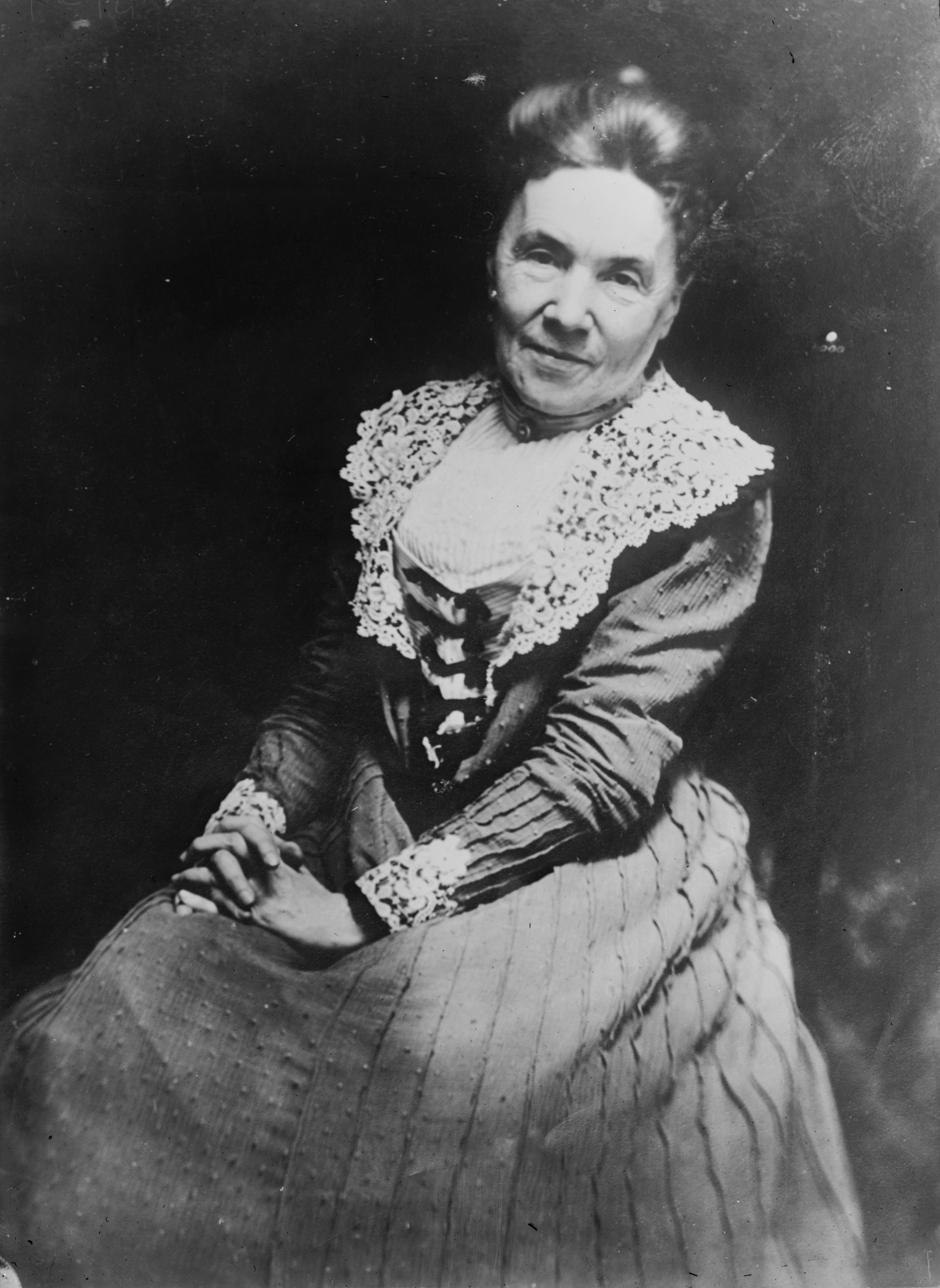
Laura Spelman Rockefeller

Po ślubie z Johnem w 1864 roku całkowicie poświęciła się rodzinie i działalności dobroczynnej. 
Miała pięcioro dzieci:
- Elizabeth Rockefeller (1866-1906)
- Alice Rockefeller (14 lipca 1869-20 sierpnia 1870)
- Alta Rockefeller (1871-1962)
- Edith Rockefeller (1872-1932)
- John Davidson Rockefeller Jr. (1874-1960)

Laura Spelman Rockefeller umarła na atak serca w wieku 75 lat.